# Karl J. Probst
Karl Johann Probst (* 25. März 1948 in Wildenschwert, Tschechoslowakei) ist ein deutscher habilitierter Arzt, Naturheilkundler, promovierter Physiker und Sachbuchautor.

## Berufliche Tätigkeit
1980 bis 1984 war Probst niedergelassener Allgemeinarzt in Nürnberg. Bei Studienaufenthalten im In- und Ausland vertiefte er 1984 bis 1989 seine naturheilkundlichen Kenntnisse, speziell der traditionellen südamerikanischen Naturheilkunde und der ayurvedischen Traditionen. In den 1980er Jahren war Probst wesentlicher Mitbegründer der Rohkostbewegung. Von 1989 bis 2005 war er niedergelassener Allgemeinarzt in Süddeutschland. Er gründete und leitete eine naturheilkundliche Anti-Aging- und Gesundheitsklinik in Ottobeuren. Probst ist Wiederentdecker des Schwefels als uraltes Heilmittel (sogenannte Schwefelkur). Seine ganzheitliche Therapiemethode gründet auf den vier Säulen: Ernährungsumstellung, Darmsanierung, Detox und Spiritualität.

## Kritik
Probst wird für die Anwendung seiner Schwefelkur bei Krebspatienten und der Bezeichnung der Schulmedizin als „staatlich finanzierte Mordanstalt“ kritisiert.

## Veröffentlichungen (Auswahl)
- Der natürliche Weg zu Heilung und Gesundheit. Telomit GmbH, Trier, 2017, ISBN 978-3-9817912-1-1.
- Warum nur die Natur uns heilen kann. Telomit GmbH, Trier, 2016, ISBN 978-3-9817912-0-4.
- Energieschub aus dem Meer. Fit fürs Leben-Verlag, Ritterhude, 1997 (1. Auflage, vergriffen); Telomit GmbH, Trier, 2020, überarbeitete und erweiterte Neuausgabe 2020,  ISBN 978-3-9817912-2-8
- Dein Gehirn – dein Schicksal?. Kern Marketing 2002, ISBN 3-9065-3315-8.
- mit Marianne Brickenkamp: Fit und agil – aber wie...!?!.Kern Marketing 2002, ISBN 3-9065-3317-4.
- mit Peter Grunert: Das Geheimnis der Mumijo-Steine: Natürliche Heilkräfte für Mensch und Tier. Entdeckt in den Höhlen und Schluchten des Himalaja. Kern Marketing  2001, ISBN 3-9065-3304-2.